# Nu masculí (José Nogué)
Nu masculí és una de les obres de formació de Josep Nogué Massó, realitzada durant el seu període de formació a la Reial Acadèmia de Belles Arts de San Fernando.

## Descripció
En Nu masculí de Nogué observem el retrat d'esquena d'un model, situat en l'interior d'un estudi o taller d'artista. Aquest fet, que sigui l'interior d'un espai propi d'artista és segurament l'element més interessant de l'obra. El pintor Nogué retrata un model dins del seu taller i ens permet veure el seu espai de treball, tot junt quant l'artista només tenia vint anys.